# Селенид иридия(VI)
Селенид иридия(VI) — бинарное неорганическое соединение
иридия и селена с формулой IrSe3,
кристаллы,
не растворяется в воде.

## Получение
- Нагревание хлорида иридия(III) с избытком селена в вакуумированной ампуле.

## Физические свойства
Селенид иридия(VI) образует кристаллы
кубической сингонии,
параметры ячейки a = 0,59293 нм.
Не растворяется в воде и кислотах,
медленно растворяется в кипящей царской водке.